# Julia Lohoff
Julia Lohoff (født Wachaczyk den 13. april 1994 i Bielefeld, Tyskland) er en professionel tennisspiller fra Tyskland.